# 日本—荷兰关系
日荷关系（日语：／ Nichiran kankei）是指日本与荷兰的外交关系。日荷关系可以追溯到1609年，次年两国第一次建立贸易往来。

## 幕府时代

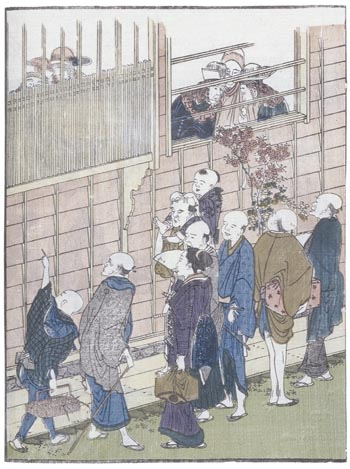
江户时代：一幅日本长崎当地民众好奇张望荷兰人的图画。

应英国商人威廉·亚当斯的要求，日本与西方的正式的贸易往来于1609年建立。荷兰人也随之请求批准贸易许可，他们随后在平户市建立了荷兰东印度公司的贸易站。1637年岛原之乱爆发，日本的基督徒奋起反抗江户幕府的统治。江户幕府在荷兰人的帮助下镇压了起义。此后，所有的基督教国家全被清除出日本，只有荷兰成为了西方世界与日本唯一的贸易伙伴。荷兰人也被限制了从事贸易的地点，他们都被迁移到出岛，其余的贸易站也被清除。

### “兰学”
“兰学”，其字面意思为“关于荷兰的学问”。通过兰学，日本人能够了解到西欧正在发生的科学技术变革。当日本在1854年佩里叩关后再次开放与西方的贸易之时，这些知识能协助日本快速发展现代化。

### 佩里叩关之后
佩里叩关后，西方列强也纷纷与日本签订不平等条约。1858年（安政元年）8月17日，荷兰也与日本签订日荷修好通商条约。
日本决定建立一支现代化的海军舰队。建立舰队的第一步是从欧洲购买蒸汽动力的战舰。观光丸是日本从欧洲得来的第一艘战舰，这艘战舰是荷兰王国的威廉三世赠送给日本的。为了训练日本士兵使用这些全新的武器和战舰，长崎海军基地训练营建立在了出岛的出口处。此举是为了更快地向西方学习军事知识。训练营的学生中有日后的大日本帝国海军的缔造人之一：榎本武扬。

### 明治维新后的日荷关系
明治维新之后，日本军事、经济实力迅速增强，此一时期，明治新政府与西方列强进行交涉，江户时代的不平等条约开始“条约改正”，日荷通商航海条约于1912年（明治45年）签订，正是修订不平等条例。

## 第二次世界大战

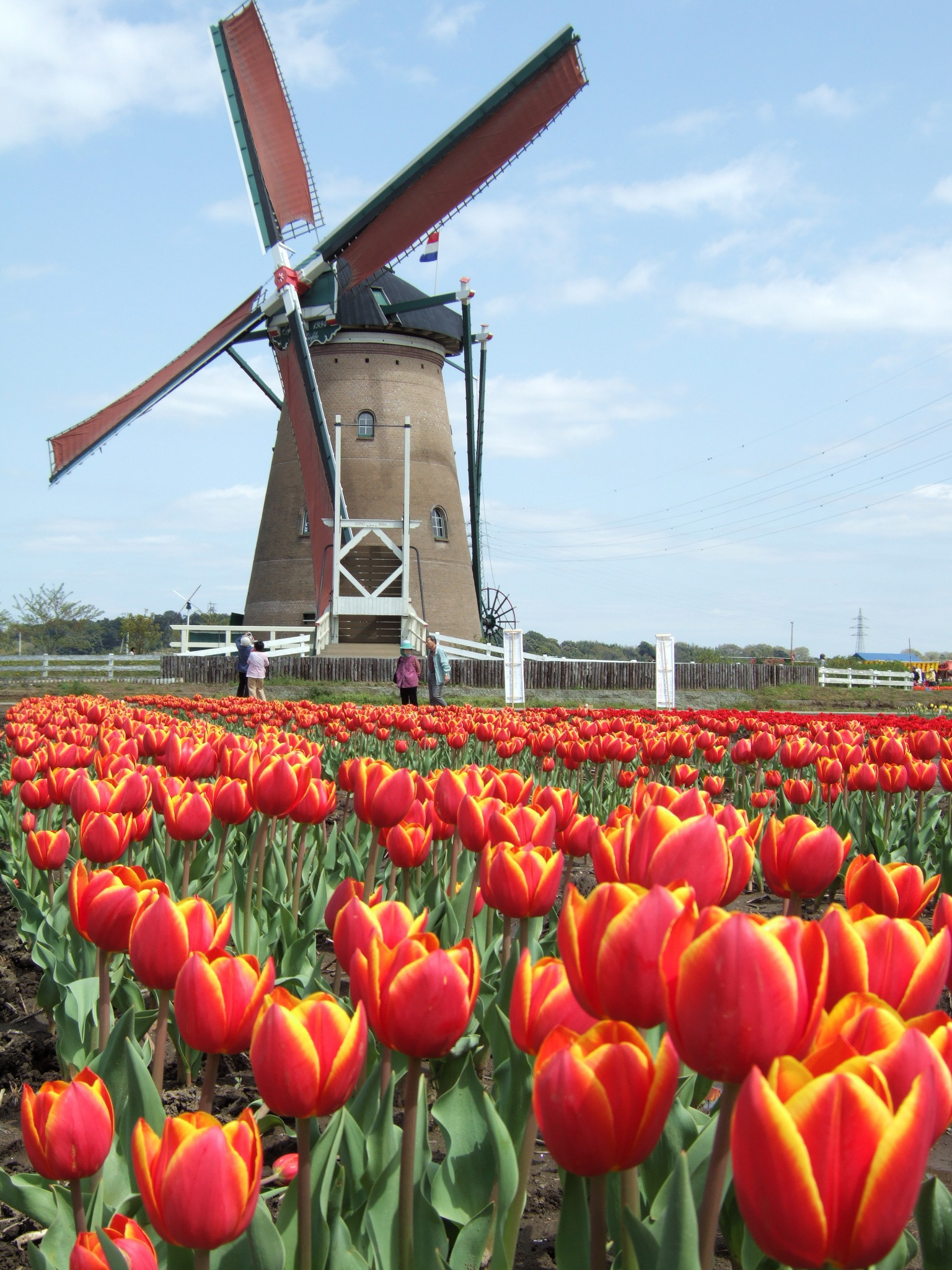
18世纪风车复制品，用以纪念荷兰1600年第一艘荷兰商船De Liefde抵达日本。

第二次世界大战期间（1942年3月至1945年9月），日本侵略並占领了荷屬東印度。

## 战后日荷关系
日本在印度尼西亚的统治尽管短暂，却极大地削弱了荷兰在当地的势力和影响范围。第二次世界大战结束后，当荷兰再次回到印度尼西亚之时，绝大多数的荷兰政府机构都已经被日本根除。1949年，在美国的强力敦促下，荷兰给予印度尼西亚独立自治地位。

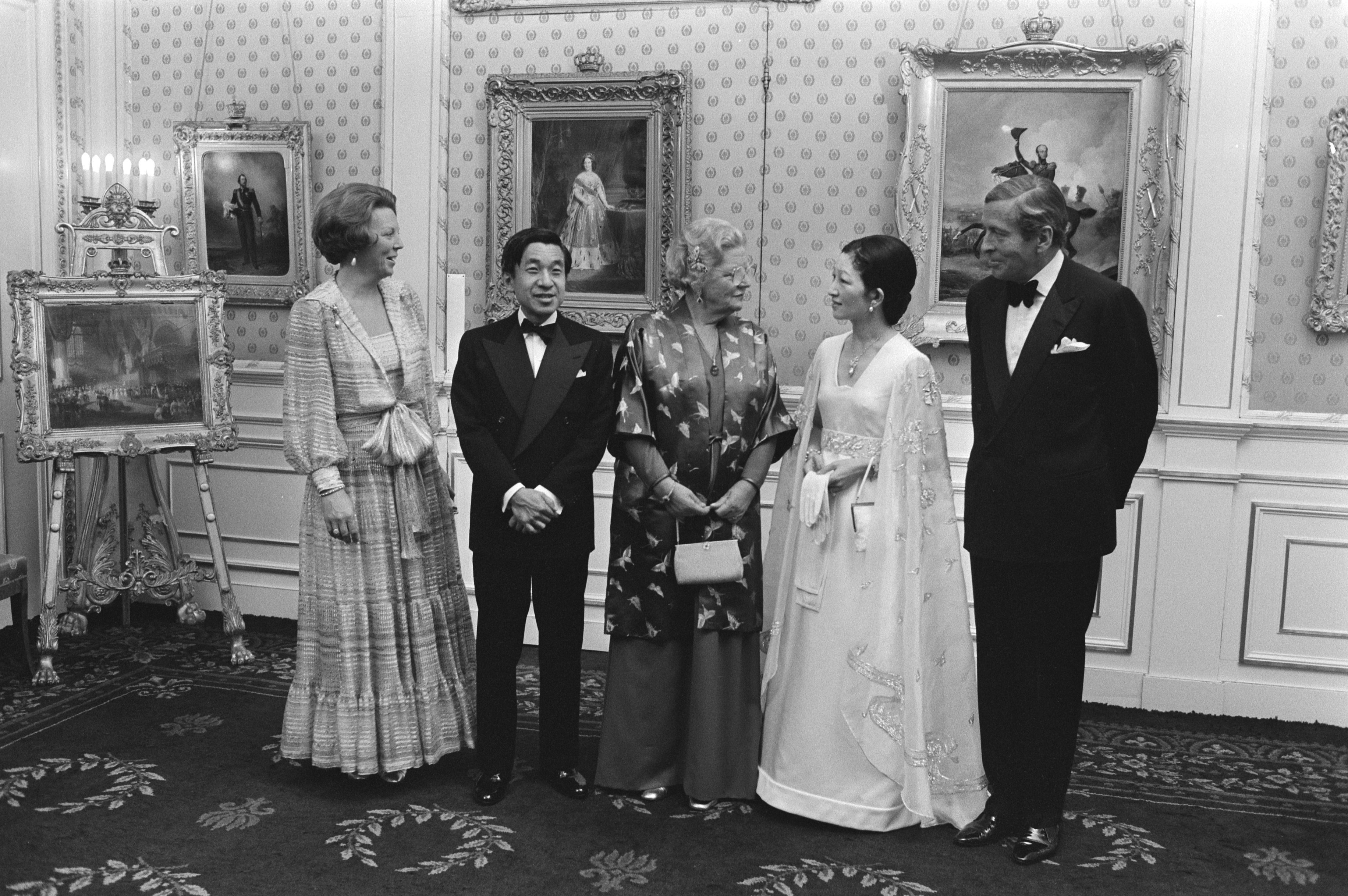
明仁伉儷、朱麗安娜女王和碧翠絲伉儷

现居荷兰的日本人约为6600余人。

## 外交機構
日本在荷蘭的海牙設有日本駐荷蘭大使館（在オランダ日本国大使館）。
荷蘭在日本的東京都港區芝公園設有荷蘭駐日本大使館，並於下列城市設有領事館：
- 荷蘭駐大阪、神戶總領事館（大阪府大阪市中央區）
- 荷蘭駐名古屋名譽領事館（愛知縣名古屋市中區）
- 荷蘭駐長崎名譽領事館（長崎縣長崎市文教町）